# Pastora (álbum)
Pastora es el primer álbum de estudio del grupo español que lleva el mismo nombre (Pastora), producido por Caïm Riba, componente de la banda, y Carlos Cárcamo.

## Sobre el disco
Pastora puede definirse como el despegue de la originalidad. Recién incorporada al grupo, Dolo Beltrán aportó su voz y sus composiciones a la música de Caïm Riba y al aspecto visual de Pauet Riba. Consiguieron el disco de oro por más de 50.000 copias vendidas. Esto fue debido, en parte, al éxito de su primer sencillo, "Lola", que les lanzó a la fama. Otros singles que se fueron extrayendo de este primer trabajo fueron "Un cuaderno lleno de cuentos", "Mirona" y "Lunes".
No se puede encuadrar a este álbum dentro de un estilo determinado, sino que posee distintas mezclas combinadas. Y si precisamente algo caracteriza a este grupo barcelonés, es la capacidad de síntesis y extracción de numerosos estilos musicales, destacando el pop y la música electrónica dentro de un contexto un tanto psicodélico.
Según afirma el propio grupo: "Al principio nuestra música era mucho más tecnológica, pero quisimos recuperar los sonidos acústicos, la guitarra, y lo mezclamos todo". Para componer, Dolo Beltrán utiliza el interminable repertorio de Caïm Riba y comienza a escribir. De esta forma, sólo cuentan con una única canción cuya letra nació antes que la música, "La cultura", incluida en este primer álbum y de las más conocidas, aunque nunca llegó a ser sencillo.
Las canciones que fueron extraídas para remezclarlas con sonidos puramente electrónicos en el álbum Pastora RMX ED fueron "Una mañana", "Mirona", "Runner (llegarán tiempos mejores)" y "Lola", esta última en versión acústica.

## Lista de canciones
1. Un cuaderno lleno de cuentos - 3:22
2. Lunes - 5:03
3. Mirona - 4:45
4. Una mañana - 4:30
5. Tengo - 4:30
6. Lola - 4:50
7. Un hombre sin tabaco - 5:27
8. El aperitivo de las doce - 4:36
9. Mentira - 4:53
10. Runner (llegarán tiempos mejores) - 5:12
11. Paisajes de agosto - 5:46
12. Una ducha y un café - 3:30
13. La cultura - 4:02
14. M.A.R.S. - 4:11

## Sencillos y videoclips
Sencillos:
1. Un cuaderno lleno de cuentos
2. Lunes
3. Mirona
4. Tengo
5. Lola

Videoclips:
1. Un cuaderno lleno de cuentos
2. Lunes
3. Mirona
4. Tengo
5. Lola